# Ellenhausen
Ellenhausen là một đô thị thuộc một Verbandsgemeinde - ở huyện Westerwald trong bang Rheinland-Pfalz, Đức. Đô thị Ellenhausen có diện tích 1,9 km². 
Ellenhausen có cự ly 3 km về phía tây nam của Selters (Westerwald).